# Tim Paterson
Tim Paterson (nascido em 1956) é um programador americano, mais conhecido por ser o autor do sistema operativo QDOS ("Quick and Dirty Operating System", que em português significa Sistema operacional rápido e de baixa qualidade).
Em 1980 o engenheiro de  24 anos, que trabalhava para a Seattle Computer Products, desenvolveu um "clone" do sistema operativo CP/M, criado por Gary Kildall da Digital Research batizando-o de QDOS. Em 1981, vende os direitos de autor por $50.000 à Microsoft, que redenomina o produto de MS-DOS (Disk Operating System).
A Microsoft contratou o eng. Paterson, para que trabalhasse 4 dias por semana, fazendo algumas alterações e melhoramentos para o tornar mais funcional e operacional no que viria a ser o mais popular sistema operativo da época para computadores pessoais. A Seattle Computer Products, depois de perder Paterson, não conseguiu mais se manter no mercado, e foi fechada em 1986.